# Polycirrus broomensis
Polycirrus broomensis är en ringmaskart som beskrevs av Hartmann-Schröder 1979. Polycirrus broomensis ingår i släktet Polycirrus och familjen Terebellidae. Inga underarter finns listade i Catalogue of Life.